# Estela de Merneptá
A Estela de Merneptá , também referida como Meremptá ou Merenptah e Estela de Israel, é um dos únicos documentos egípcios que fazem referência ao nome de Israel (texto n.º 21), referindo-se ao povo israelita. Foi encontrada nas ruínas do templo funerário do Faraó Merneptá (1236 a.C. a 1223 a.C.) em Tebas Ocidental, encontra-se exposto no Museu Egípcio do Cairo. Pertenceu originalmente a Amenófis III (1417 a.C. a 1379 a.C.), que nela fez gravar uma descrição sobre a construção de vários templos em honra do deus Amon-Rá. A estela em pedra de granito, foi aproveitada por Merneptá para mandar esculpir a sua imagem e do deus Amon-Rá, seguindo-se 28 linhas de texto poético hieroglífico. A sua escrita é datada do 5.º ano de Merneptá e descreve a sua vitória sobre os Líbios que tinham invadido o Egito.

## Descrição e contexto

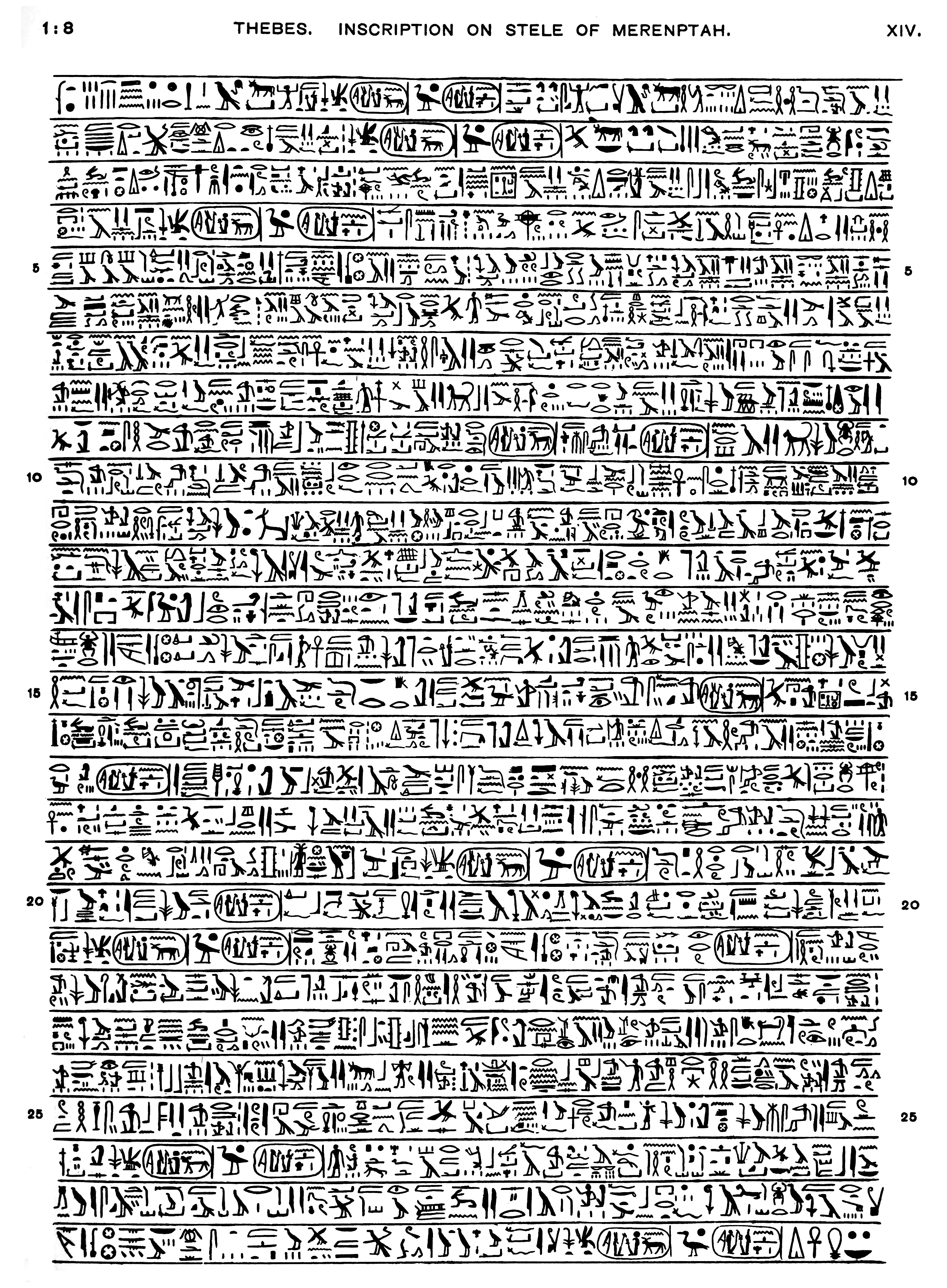
Cópia espelhada de 1897 de Flinders Petrie, cópia da parte principal da inscrição (todas as 28 linhas)

O texto gravado na estela abre enunciando a titulatura real de Merneptá, seguindo pelo poema propriamente dito que descreve a derrota para os Líbios. De seguida, Merneptá é recebido em sessão pelos deuses em Heliópolis, que o declaram vencedor. O texto termina com a descrição do retorno a um clima de paz.

### Transcrição
"Os chefes inimigos prostram-se dizendo: "Salom!" [expressão que significa "haja paz"; significa mais do que mera ausência de conflitos]
Nenhum levanta a cabeça entre os Nove Arcos: Tjeneu [os líbios] está derrotado, Hati [provavelmente os hititas residentes na Palestina] está em paz, Canaã está despojada de toda a maldade, Ascalão foi conquistada, Gezer foi tomada, Ienoão [ou Ianoão, sua identificação é incerta] ficou como não tivesse existido, Israel está destruído [ou devastado], a sua semente [ou descendência] não existe mais, a Síria tornou-se uma viúva para o Egito. Todos os que vagavam sem destino no deserto [os Beduínos] foram submetidos pelo Rei do Alto e Baixo Egito, Baenré-Meriamon [filho de Merneptá], filho de Ré [ou Rá, abreviatura de Amon-Rá], Merneptá-Hetephermaet, dotado de Vida, como Ré, todos os dias."
Notas: Ienoão é mencionado junto com as cidades conquistadas por Tutemés III. A tabuinha de Tell-Amarna n.º 197 faz referência a uma cidade de nome Ianuamu. Mais tarde, Seti I (1294 a.C. a 1279 a.C.) conquista Ienoão no seu 1.º ano de reinado. Ienoão ou Ianoão, em hebraico, pode ser vertido por "YHVH fala". "a região de Canaã / Hurru".
|  |

|  |

## Exemplo da escrita
| i | i | z · Z1s · Z1s · r | i | A | r · Z1 | T14 | A1 · B1 · Z2s |

| i | i | z · Z1s · Z1s · r | i | A | r · Z1 | T14 | A1 · B1 · Z2s |

| f · k · t | G36 |

| f · k · t | G36 |

| b · n |

| b · n |

| O1 · r · t |

| O1 · r · t |

| f |

| f |